# Зеки Фрајерс
Езекијел Давид "Зеки" Фрајерс (енгл. Ezekiel David "Zeki" Fryers; рођен 9. септембра 1992. у Манчестеру Енглеска) је енглески фудбалер, који тренутно игра за Тотенхем хотспур.